# Ent

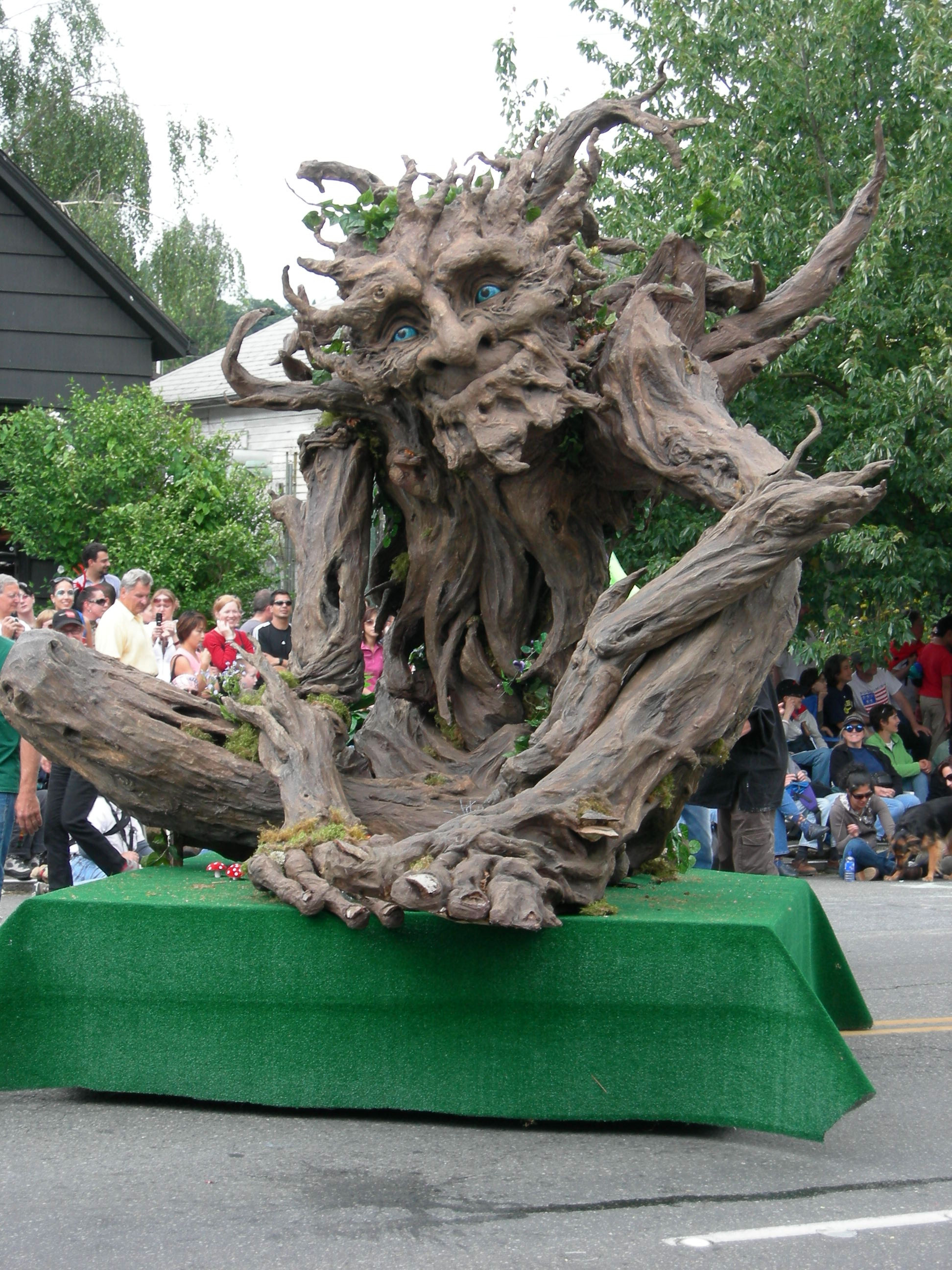
Figura przedstawiająca enta na paradzie przesilenia letniego w Seattle, w stanie Waszyngton.

Entowie – rasa fikcyjnych długowiecznych istot przypominających inteligentne i czasami przemieszczające się drzewa, pochodząca z mitologii Śródziemia J.R.R. Tolkiena. Entowie (sind. Onodrim, Enyd) byli zwani w mitologii Tolkiena także Cieniem Lasu i Pasterzami Drzew. Przebudzili się w tym samym czasie, co elfy. Długowieczni, w zamyśle Valië Yavanny mieli chronić olwary (qya. – „rzeczy rosnące z korzeniami w ziemi”) przed zniszczeniem przez ludzi i krasnoludów, potrzebujących drewna jako surowca. Przyjaźnili się z elfami.

## Wygląd i natura entów
Wygląd enta był analogiczny do wyglądu gatunku drzew, jakim się opiekował; z tą różnicą, że entowie mieli twarze i kończyny. Na ogół mierzyli 14 stóp. Nie umierali, tylko „drzewieli”, czyli przestawali poruszać się i mówić. Mieli grubą skórę podobną do kory. Zazwyczaj działali wolno, z wyjątkiem chwil wyjątkowego wzburzenia. Ich jedynym źródłem pożywienia była źródlana woda, która miała tę właściwość, że pobudzała wzrost.
Do entów podobni byli huornowie, znacznie mniej ruchliwi niż entowie. Mieli swój własny język. Odegrali sporą rolę w czasie Wojny o Pierścień, kiedy to wraz z entami przeprowadzili atak na Isengard.

## Entowe żony (entiany)
Istniały pewne różnice między entowymi kobietami a mężczyznami. Entiany wolały łąki i ogrody, zaś entowie – lasy. Mógł to być jeden z powodów rozejścia, które nastąpiło w Pierwszej bądź Drugiej Erze.
Entiany przekroczyły Anduinę i zamieszkały na Brunatnych Polach, pomiędzy Mroczną Puszczą a Mordorem. Stworzyły i pielęgnowały tam własne ogrody, uczyły ludzi uprawy ziemi. Kiedy podczas Ostatniego Sojuszu te tereny zostały zniszczone, entiany uciekły w dzikie regiony Śródziemia, znikając na zawsze z życia entów.
Entowie pozostali przy strzeżeniu drzew wielkiej puszczy, obejmującej swoim zasięgiem przeważającą część Eriadoru. Próbowali poszukiwać swoich żon, lecz w późniejszym czasie zaprzestali tego i została im tylko nadzieja na uratowanie żywotności rasy.

## Historia entów
W Pierwszej Erze wędrowali po puszczach Śródziemia. Uczestniczyli tylko w jednym wydarzeniu historycznym, stali po stronie Laiquendich w ich walce z krasnoludami z Nogrodu wracającymi po złupieniu Menegroth.
W Trzeciej Erze entowie zamieszkiwali już tylko Fangorn. Część z nich zdążyła już „zdrzewieć”. Kiedy w Isengardzie osiedlił się Saruman, zaprzyjaźnił się z nimi. Natomiast od ok. 2950 roku, gdy zdradził i rozpoczął on intensywne prace nad tworzeniem potęgi zbrojnej, przeprowadzał wyrąb drewna z Fangornu.
W czasach, gdy rozgrywa się akcja Władcy Pierścieni, z najstarszym entem i przywódcą rasy, Drzewcem, spotkali się Meriadok Brandybuck i Peregrin Tuk. Hobbici przekonali Drzewca, że należy zaatakować Sarumana. Zyskali poparcie wiecu entów, czego rezultatem był ostatni Marsz Entów na Isengard. Miał wielkie znaczenie dla Wojny o Pierścień, ponieważ potęga Sarumana została pokonana.

## Język entów
Język entów został wypracowany po zetknięciu z Eldarami, którym entowie zawdzięczali chęć posługiwania się mową. Część słów była zapożyczona z quenyi (ich ulubionego języka obcego) lub z sindarinu.
Ich mowa była powolna, subtelna. Język miał cechy aglutynacyjności, był intonacyjny, pełen zlepków słów, oparty na powtórzeniach. Przykładem może być a-lalla-lalla-rumba-kamanda-linda-or-burume, co opisowo znaczyło „wzgórze”. Entowie byli niezwykle uzdolnieni językowo – mowy innych stworzeń uczyli się szybko i nigdy ich nie zapominali. Drzewiec używał słów quenejskich, dostosowując je do składni języka entów (np. Taurelilóma – tumbalemoma Tumbaletaura Lómanor, co dosłownie znaczy „wieloleśno-cienisty-ciemnogłębokodolinny mroczny kraj głębokodolinnolesisty”. Przekaz tego zdania brzmi „czarny cień leży w głębokich dolinach lasu”.

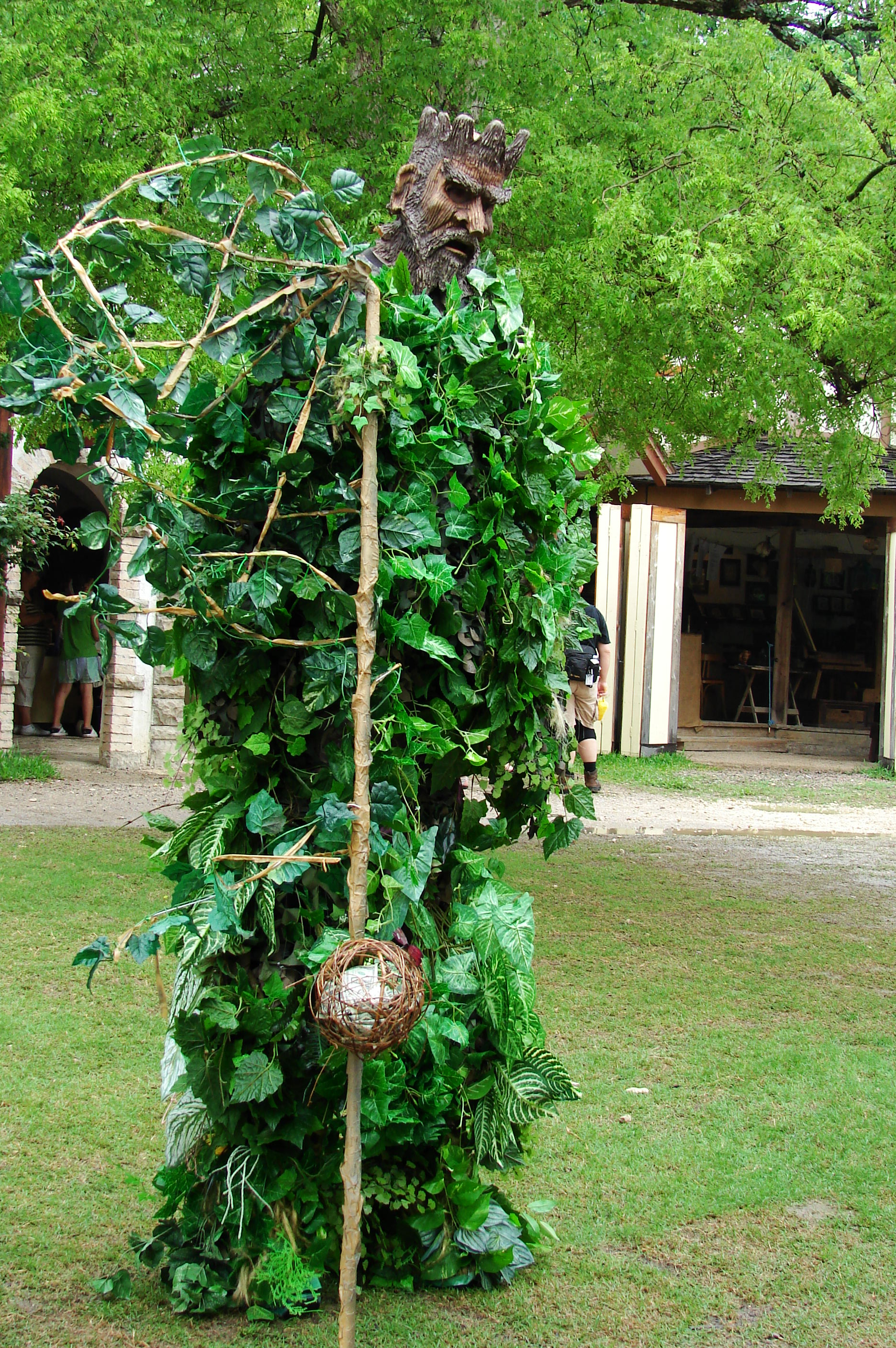
Człowiek przebrany za enta na Scarborough Renaissance Festival
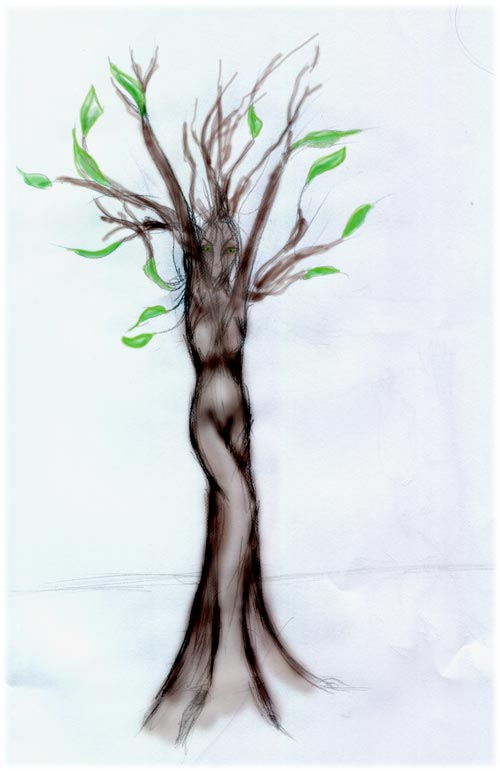
Entiana
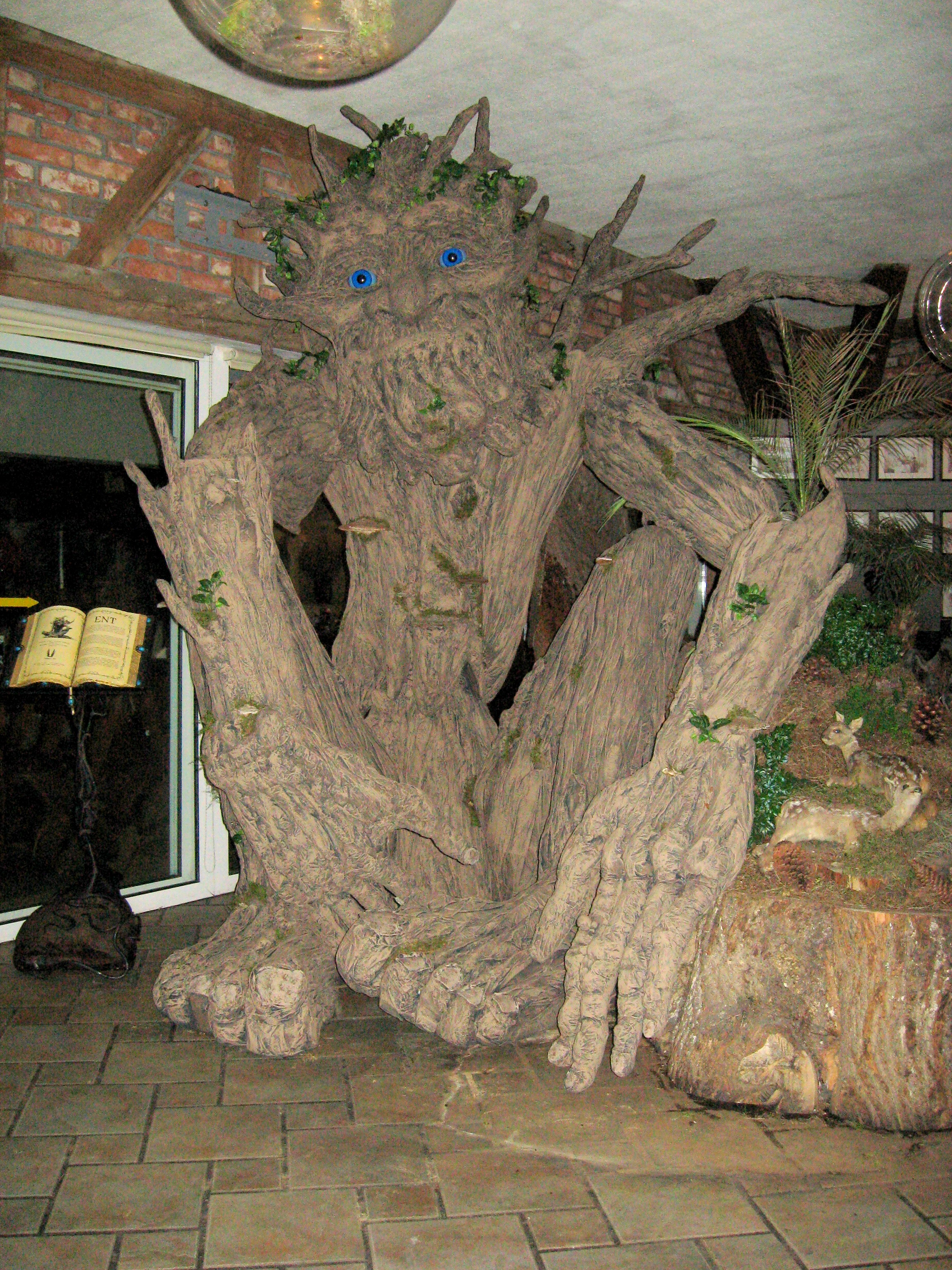
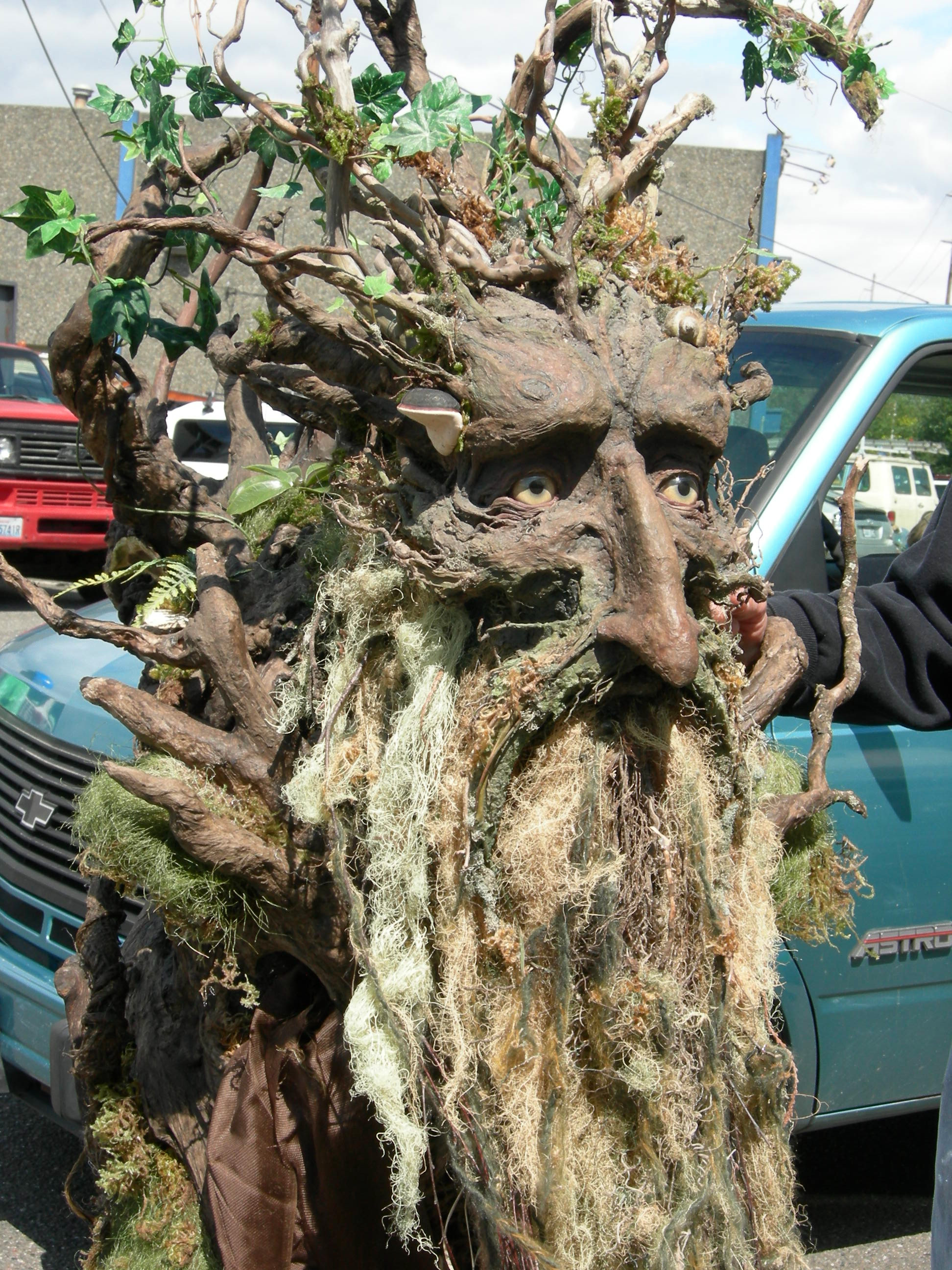
Kostium enta na paradzie przesilenia letniego w Seattle w stanie Waszyngton, 2007